# The Cold Earth Slept Below
The Cold Earth Slept Below — дебютный полноформатный альбом проекта Judas Iscariot выпущенный в 1996 году лейблом Moribund Records. В 2002 году альбом был перезаписан и переиздан. Последняя в списке композиция «Nietzsche» посвящена немецкому философу Фридриху Вильгельму Ницше.

## Список композиций
1. Damned Below Judas — 05:23
2. Wrath — 00:26
3. Babylon — 06:33
4. The Cold Earth Slept Below — 05:08
5. Midnight Frost — 04:05
6. Ye Blessed Creatures — 04:59
7. Reign — 03:20
8. Fidelity — 04:23
9. Nietzsche — 09:34